# Casta (Haute-Corse)
Pour les articles homonymes, voir Casta.
Casta est un village épars constituant la façade maritime de Santo-Pietro-di-Tenda et de San-Gavino-di-Tenda, communes françaises situées dans le département de la Haute-Corse et la région Corse. Le village se trouve au cœur des Agriates.

## Géographie
Le village de Casta, distant du village de Santo-Pietro-di-Tenda de 16 km par la route et près de 7,5 km « à vol d'oiseau », est situé au milieu des Agriates. Il est étiré sur 4 kilomètres ; les constructions sont disséminées de part et d'autre le long de la route D81 reliant Saint-Florent à la Balagne via l'Agriate. La traversée de Casta est parsemée de nombreux ralentisseurs, du type coussin berlinois.
L'Agriate étant un territoire peu habité, une zone de tir y a été créée et aménagée pour l'entraînement des militaires du 2e REP. Elle est située à l'Ouest de la route D81, et proche de son intersection avec la D62.

## Patrimoine

### Site préhistorique

#### Dolmen du Mont-Rivincu
Le dolmen du Monte-Revinco date du Néolithique. Il se situe au sud-ouest du monte Rivincu (356 m), à près d'un kilomètre du sommet, sur l'ancien terrain militaire de Casta-Nord. Il est protégé, classé monument historique par liste de 1889.
Trois images d'avant 1905 de l'anthropologue Adrien de Mortillet sont dans la base Mérimée du ministère de la Culture,,.

### Patrimoine naturel

#### ZNIEFF

##### Bois de pins d'Alep de Punta di Curza
Cette zone naturelle d'intérêt écologique, faunistique et floristique de 2e génération couvrant 150 ha, est située sur le littoral de l'Agriate. Elle est composée de dunes à genévrier et de dunes boisées de pins (Saleccia) hautes de 4 à 5 mètres, d'un matorral (formation végétale méditerranéenne moins épaisse que le maquis) arborescent à olivier sauvage et d'un maquis bas à cistes. Elle porte l'appellation ZNIEFF940004072 - BOIS DE PIN D'ALEP DE PUNTA DI CURZA.

### Patrimoine religieux

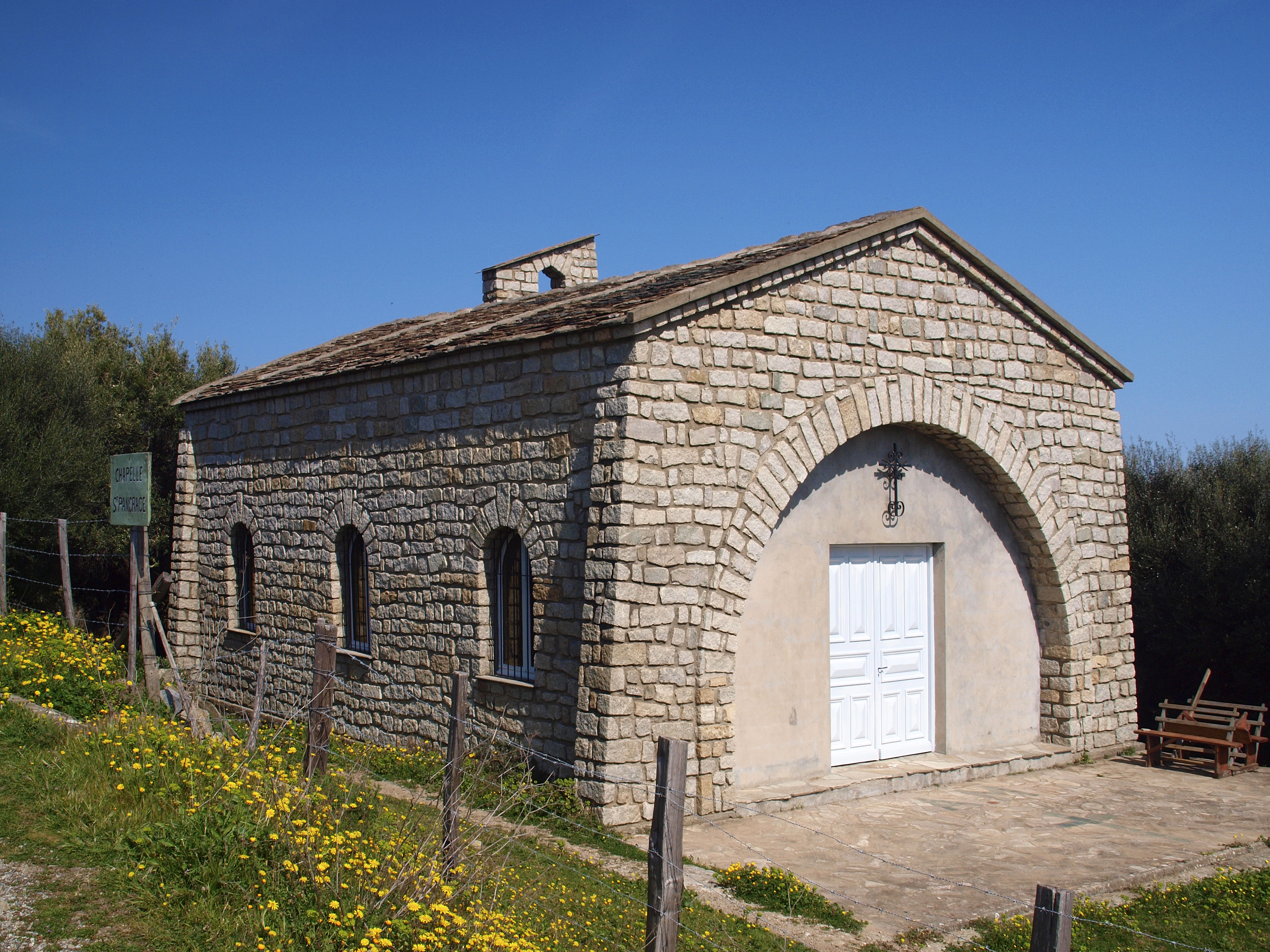
Chapelle Saint-Pancrace

- Chapelle Saint-Pancrace

### Patrimoine civil
- Nombreux paillers (pagliaghji)

### Les plages
Elles sont remarquables, faites de sable blanc fin et d'eau limpide turquoise.

#### Saleccia

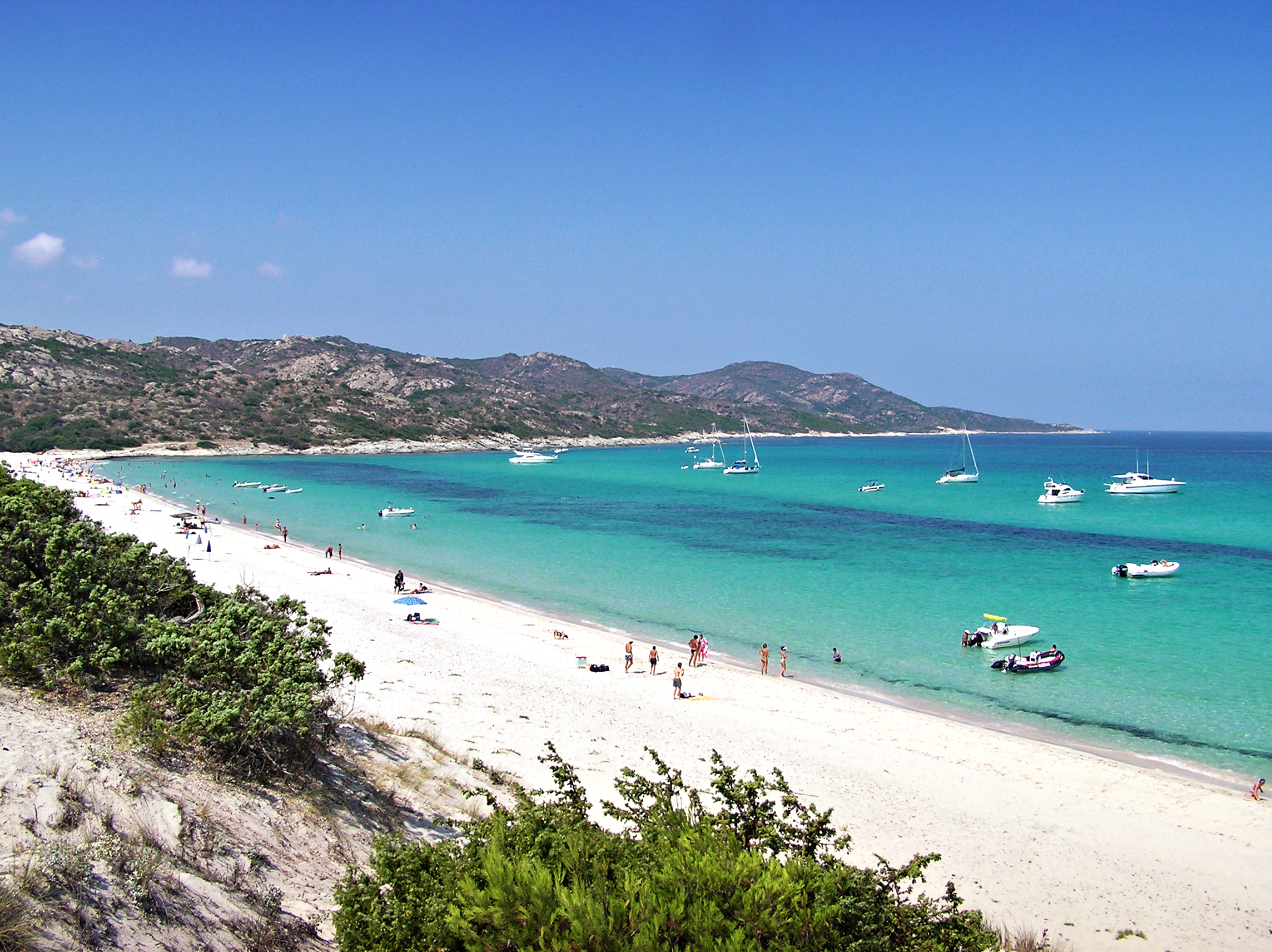
Plage de Saleccia

La plage de Saleccia, l'une des plus belles de Corse. C'est cette plage qui a servi de décor au tournage de scènes du débarquement du Jour le plus long par Darryl Zannuck en 1962. Elle est également accessible par le sentier des Douaniers. Il faut compter plus de quatre heures de marche depuis la plage de la Roia à Saint-Florent. Une piste d'une dizaine de kilomètres permet également de s'y rendre. Elle est empruntable à Casta, depuis la D81, mais il est conseillé d'utiliser un 4WD.

#### Lotu
La plage de Lotu, partagée avec Saint-Florent, est accessible par mer à bord des navires « Saleccia » et « Popeye » (embarquement/débarquement au port de plaisance de Saint-Florent), et à pied par le sentier des douaniers.

#### Malfalcu
La plage de Malfalcu, au fond de la marine du même nom, se situe au nord-ouest des Agriates. Le Conservatoire du littoral a acquis en 1979 ce territoire comprenant le vaste domaine de Cavallare, où un vaste projet hôtelier commençait à prendre forme (construction d'une maison de gardien et plantations d'eucalyptus). Elle est accessible par une piste d'une dizaine de kilomètres empruntable au col de Bocca di Vezzu. Il est également conseillé d'utiliser un 4WD pour s'y rendre.